# SC Gatow
Der SC Gatow 1931 ist ein deutscher Fußballclub aus Berlin-Gatow. Heimstätte des Clubs ist der Sportplatz am weiten Blick, der 1000 Zuschauern Platz bietet.

## Verein

Historisches Logo des SC Gatow Berlin

Der SC Gatow wurde im Jahr 1931 unter der Bezeichnung Gatower SV gegründet. Der bis 1945 stets unterklassig spielende Gatower SV konnte bis Ende des Zweiten Weltkrieges keine herausragenden Erfolge im Berliner Fußball vorweisen. 1945 wurde der Verein aufgelöst und als SG Gatow neu gegründet.
Die SG Gatow spielte auch nach Kriegsende vorerst keine wichtige Rolle in Berlin, die Teilnahme an der Berliner Stadtliga wurde verpasst. 1949 wurde eine Namensänderung in SC Gatow vollzogen. Die sportlich erfolgreichsten Zeiten begannen Anfang der sechziger Jahre, in denen dem SC Gatow der Aufstieg in die Amateurliga Berlin gelang. Bereits in der Auftaktsaison fuhr Gatow hinter Viktoria 89 Berlin die Vizemeisterschaft ein, scheiterte an der Qualifikation zur Fußball-Regionalliga Berlin aber am BFC Südring. Zwei Spielzeiten später gelang der Aufstieg in Regionalliga Berlin doch noch, jedoch war der SCG in der Saison 1965/66 chancenlos, und stieg gemeinsam mit dem SC Tegel wieder in die Amateurliga ab.
Nach dem 1969 erfolgten Abstieg aus der Amateurliga meldete sich der SC Gatow im Jahr 1980 in der Fußball-Oberliga Berlin zurück.
Die damals dritthöchste deutsche Spielklasse hielt der SCG mit zwei zwischenzeitlichen Abstiegen bis 1991. In der Folgezeit wurde der Club ab 1991 in die Oberliga Nordost integriert, stieg aber mit knappen Rückstand auf den FSV Velten bereits nach einer Saison erneut ab. Auch in der Verbandsliga Berlin konnte sich Gatow nur drei Spielzeiten halten und stieg 1995 in die Landesliga ab. Analog zu anderen ehemals höherklassig spielenden Vereinen wie dem SV Norden-Nordwest oder dem BFC Meteor 06 verschwand auch der SC Gatow aus dem höherklassigen Berliner Lokalfußball. In der Saison 2008/09 wurde der Verein Landesligameister der Staffel 1 und stieg somit in die höchste Berliner Spielklasse, die sechstklassige Berlin-Liga auf. Dort musste man 2015 in die Landesliga absteigen. 2022 erfolgte der weitere Abstieg in die Bezirksliga, aus der man in der Spielzeit 2022/23 wieder aufstieg.

## Statistik
- Teilnahme Regionalliga Berlin: 1965/66
- Teilnahme Oberliga Berlin: 1980/81, 1981/82, 1984/85 bis 1988/89, 1990/91
- Teilnahme Oberliga Nordost: 1991/92
- Ewige Tabelle der Berlin-Liga: 29. Platz